# チョン・ダウン (アナウンサー)
チョン・ダウン（ハングル表記：정다은、1983年8月30日 - ）は、大韓民国の韓国放送公社 (KBS) 所属のアナウンサー。

## 学歴
- 2006年、ソウル大学校 言論情報学科 学士

## 担当番組

### テレビ
- 挑戦! ゴールデンベル （2009年12月6日 - 2011年12月4日、KBS 1TV）
- ヌガヌガ チャラナ（2011年 - 2013年、KBS 2TV）